# Veyo
Veyo – jednostka osadnicza w Stanach Zjednoczonych, w stanie Utah, w hrabstwie Washington.